# دانیل توئر
دانیل توئر (فرانسوی: Daniel Thuayre‎; ۱۲ مارس ۱۹۲۴ – ۱۲ نوامبر ۱۹۸۰) دوچرخه‌سوار اهل فرانسه بود.